# Подражанец, Иосиф Николаевич
Иосиф Николаевич Подражанец (род. 16 августа 1938) — российский дипломат. Чрезвычайный и полномочный посол (1992).

## Биография
Окончил Московский государственный институт международных отношений МИД СССР (1968) и Дипломатическую академию МИД СССР (1978).
- В 1992—1993 годах — директор департамента Северной Америки МИД России.
- С 3 декабря 1993 по 17 апреля 1998 года — чрезвычайный и полномочный посол Российской Федерации в Бразилии[1][2].
- С 14 апреля 1995 по 17 апреля 1998 года — чрезвычайный и полномочный посол Российской Федерации в Суринаме по совместительству[3][2].

## Семья
Женат, имеет двоих детей.

## Дипломатический ранг
Чрезвычайный и полномочный посол (13 октября 1992).